# Drak v Ronově nad Sázavou
Socha Draka stojí od roku 2012 před areálem firmy Apoly v obci Ronov nad Sázavou v okrese Havlíčkův Brod v Kraji Vysočina, poblíž silnice I/19 a to v úseku mezi Žďárem nad Sázavou a Přibyslaví.  Autorem je sochař Michal Olšiak (* 1978), který podobné sochy tvoří v regionu Žďár nad Sázavou.
Umělec draka ztvárnil podle vlastní představy českého pohádkového draka, ale inspirací mu byly i obrázky z internetu.
Socha je vytvořena ze železobetonu a jednou nohou stojí na betonové základně (betonový blok), která je vytvarována do podoby kamenných cihel. Celý komplet má hmotnost přes 10 tun a v nejvyšším bodě dosahuje výšky zhruba 5 metrů. 
Instalaci sochy provázelo rozporné přijetí. Na jednu stranu je oceňováno, že přispívá k oživení turistického ruchu. Na druhou stranu existují názory, že plastiky tohoto typu do chráněné krajinné oblasti Železné hory nepatří.